# Carmen de la Pica Morales
Carmen de la Pica Morales est un personnage fictif créé par Ilene Chaiken pour la série télévisée The L Word. Elle est interprétée par l'actrice Sarah Shahi. Elle n'apparaît que dans les saisons 2 et 3 quand elle craque sur Shane. Bien que celle-ci la pousse dans les bras de Jenny, elle est persuadée que c'est l'amour de sa vie. Carmen est DJ mais complète ses revenus en étant assistante de production dans un studio.

## Famille
Carmen est la fille d'un médecin maya qui s'est tué dans un accident de moto avant sa naissance. En son honneur, elle s'est fait faire des tatouages en bas du dos et sur les hanches. Carmen est issue d'une grande famille Mexicaine qui ignore tout de son homosexualité. Elle présentera d'abord Shane comme une amie avant d'avouer qu'elles sont amantes. Sa mère réagira violemment en l'apprenant et la mettra à la porte de chez elle. Puis, au cours des préparatifs du mariage de Carmen et Shane, toutes les deux se réconcilieront.

## Relations amoureuses
Sa première expérience lesbienne était avec Lucía Flores quand elle avait 16 ans.
On apprend dans la saison 3 que Carmen est sortie avec "papi" au bal de promo quand elles étaient au lycée.
Elle rencontre Shane à son lieu de travail avec laquelle elle fait l'amour mais comme à son habitude, cette dernière refuse tout engagement et la laisse ensuite tomber. Carmen est pourtant certaine que Shane est la bonne personne et refuse de s'éloigner. Jenny étant très attirée par elle, elle entame une relation qu'elle sait cependant vouée à l'échec puisqu'elle n'est pas amoureuse. Elles finissent par rompre lorsque Jenny découvre une vidéo de Mark Wayland, son colocataire, dans laquelle Carmen avoue son amour à Shane. 
Après sa rupture avec Jenny, Carmen se rapproche de Shane et se mettent en couple à fin de la deuxième saison. Dans la troisième saison, qui se déroule six mois plus tard, les deux jeunes femmes ont emménagé ensemble et ont une belle relation, Carmen a même invité Shane à la quinceañera de sa cousine. Cependant, quand Cherie Jaffe (l'ex amante de Shane) réapparaît, Carmen et Shane ont une dispute et Shane finit par coucher avec Cherie. Quand Carmen le découvre, elle lui fait une terrible crise de jalousie. Shane ne peut lui promettre de ne plus jamais la tromper mais lui jure de tout faire pour que cela ne se reproduise pas. Carmen lui pardonne, et les deux jeunes femmes se font par la suite le même tatouage sur la nuque. Toutefois, leur relation est légèrement tendue, on apprend même que Carmen a trompé Shane avec une autre fille. Mais le couple se réconcilie. 
Après la mort de Dana, Shane demande Carmen en mariage. D'abord incertaine, Carmen accepte sa demande lorsque les filles vont rendre un dernier hommage à Dana. Dans le final de la troisième saison, toute la bande se rend à Whistler au Canada pour le mariage. Cependant, avant la cérémonie, Shane surprend son père en train de tromper sa femme avec une autre, et réalisant qu'elle est comme lui et qu'elle fera sans doute la même chose un jour à Carmen, abandonne sa fiancée devant l'autel, laissant Carmen le cœur brisé.
Dans le premier épisode de la quatrième saison, Shane essaye de se faire pardonner par Carmen, mais celle-ci ne veut plus jamais la revoir. On ne reverra plus Carmen dans les saisons suivantes, excepté lors du dernier épisode de la série où elle apparaît dans une vidéo hommage à Bette et  Tina où elle leur souhaite le meilleur à New York.

## Apparition du personnage par épisode
| Carmen de la Pica Morales | Carmen de la Pica Morales | Carmen de la Pica Morales | Carmen de la Pica Morales | Carmen de la Pica Morales | Carmen de la Pica Morales | Carmen de la Pica Morales | Carmen de la Pica Morales | Carmen de la Pica Morales | Carmen de la Pica Morales | Carmen de la Pica Morales | Carmen de la Pica Morales | Carmen de la Pica Morales |
| Saison 1                  | Saison 1                  | Saison 1                  | Saison 1                  | Saison 1                  | Saison 1                  | Saison 1                  | Saison 1                  | Saison 1                  | Saison 1                  | Saison 1                  | Saison 1                  | Saison 1                  |
| ------------------------- | ------------------------- | ------------------------- | ------------------------- | ------------------------- | ------------------------- | ------------------------- | ------------------------- | ------------------------- | ------------------------- | ------------------------- | ------------------------- | ------------------------- |
| 01                        | 02                        | 03                        | 04                        | 05                        | 06                        | 07                        | 08                        | 09                        | 10                        | 11                        | 12                        | 13                        |
| -                         | -                         | -                         | -                         | -                         | -                         | -                         | -                         | -                         | -                         | -                         | -                         | -                         |
| Saison 2                  |                           |                           |                           |                           |                           |                           |                           |                           |                           |                           |                           |                           |
| 01                        | 02                        | 03                        | 04                        | 05                        | 06                        | 07                        | 08                        | 09                        | 10                        | 11                        | 12                        | 13                        |
| Oui                       | Oui                       | Oui                       | Oui                       | Oui                       | Oui                       | Oui                       | Oui                       | Oui                       | Oui                       | Oui                       | Oui                       | Oui                       |
| Saison 3                  |                           |                           |                           |                           |                           |                           |                           |                           |                           |                           |                           |                           |
| 01                        | 02                        | 03                        | 04                        | 05                        | 06                        | 07                        | 08                        | 09                        | 10                        | 11                        | 12                        |                           |
| Oui                       | Oui                       | Oui                       | Oui                       | Oui                       | Oui                       | Oui                       | Oui                       | Oui                       | Oui                       | Oui                       | Oui                       |                           |
| Saison 4                  |                           |                           |                           |                           |                           |                           |                           |                           |                           |                           |                           |                           |
| 01                        | 02                        | 03                        | 04                        | 05                        | 06                        | 07                        | 08                        | 09                        | 10                        | 11                        | 12                        |                           |
| -                         | -                         | -                         | -                         | -                         | -                         | -                         | -                         | -                         | -                         | -                         | -                         |                           |
| Saison 5                  |                           |                           |                           |                           |                           |                           |                           |                           |                           |                           |                           |                           |
| 01                        | 02                        | 03                        | 04                        | 05                        | 06                        | 07                        | 08                        | 09                        | 10                        | 11                        | 12                        |                           |
| -                         | -                         | -                         | -                         | -                         | -                         | -                         | -                         | -                         | -                         | -                         | -                         |                           |
| Saison 6                  |                           |                           |                           |                           |                           |                           |                           |                           |                           |                           |                           |                           |
| 01                        | 02                        | 03                        | 04                        | 05                        | 06                        | 07                        | 08                        |                           |                           |                           |                           |                           |
| -                         | -                         | -                         | -                         | -                         | -                         | -                         | Oui                       |                           |                           |                           |                           |                           |